# Чемпионат мира по биатлону 1995
30-й чемпионат мира по биатлону  прошёл в феврале 1995 года в итальянском местечке Антерсельва (Антхольц).

## Мужчины

### Спринт 10 км
| Место             | Страна   | Спортсмен            | Время   | Стрельба |
| ----------------- | -------- | -------------------- | ------- | -------- |
| 1                 | Франция  | Патрис Байи-Сален    | 29:23,8 | 1        |
| 2                 | Россия   | Павел Муслимов       | 29:25,7 | 0        |
| 3                 | Германия | Рикко Гросс          | 29:29,0 | 0        |
| 4                 | Норвегия | Уле-Эйнар Бьёрндален | 29:31,1 | 1        |
| 5                 | Италия   | Патрик Фавре         | 29:41,7 | 1        |
| 6                 | Беларусь | Александр Попов      | 29:54,9 | 1        |
| 7                 | Франция  | Эрве Фланден         | 29:57,2 | 1        |
| 8                 | Германия | Франк Лук            | 29:57,2 | 0        |
| Финишный протокол |          |                      |         |          |

### Индивидуальная гонка 20 км
| Место             | Страна   | Спортсмен          | Время     | Стрельба |
| ----------------- | -------- | ------------------ | --------- | -------- |
| 1                 | Польша   | Томаш Сикора       | 1:01:36,0 | 0        |
| 2                 | Норвегия | Йон Оге Тюллум     | 1:02:10,6 | 0        |
| 3                 | Беларусь | Олег Рыженков      | 1:02:16,4 | 2        |
| 4                 | Украина  | Роман Звонков      | 1:02:16,9 | 0        |
| 5                 | Россия   | Владимир Драчев    | 1:02:35,4 | 3        |
| 6                 | Норвегия | Кьелль Ове Офтедал | 1:03:15,6 | 1        |
| 7                 | Франция  | Патрис Байи-Сален  | 1:03:21,3 | 1        |
| 8                 | Россия   | Эдуард Рябов       | 1:03:30,0 | 1        |
| Финишный протокол |          |                    |           |          |

### Эстафета 4×7,5 км
| Место             | Страна   | Спортсмен                                                  | Время     | Стрельба |
| ----------------- | -------- | ---------------------------------------------------------- | --------- | -------- |
| 1                 | Германия | Рикко Гросс Марк Кирхнер Франк Лук Свен Фишер              | 1:23:29.9 | 0+0      |
| 2                 | Франция  | Лионель Лоран Патрис Байи-Сален Тьери Дюссер Эрве Фланден  | +12.0     | 0+0      |
| 3                 | Беларусь | Игорь Хохряков Александр Попов Олег Рыженков Вадим Сашурин | +36.1     | 0+0      |
| Финишный протокол |          |                                                            |           |          |

### Командная гонка
| Место | Страна   | Спортсмен                                                     | Время | Стрельба |
| ----- | -------- | ------------------------------------------------------------- | ----- | -------- |
| 1     | Норвегия | Фруде Андресен Даг Бьёрндален Халвард Ханеволд Йон Оге Тюллум |       |          |
| 2     | Чехия    | Петр Гарабик Роман Достал Йиржи Голубец Иван Масарик          |       |          |
| 3     | Франция  | Тьери Дюссер Франк Перро Лионель Лоран Стефан Бутьо           |       |          |

## Женщины

### Спринт 7,5 км
| Место             | Страна   | Спортсмен         | Время   | Стрельба |
| ----------------- | -------- | ----------------- | ------- | -------- |
| 1                 | Франция  | Анн Бриан         | 24:00,6 | 1        |
| 2                 | Германия | Уши Дизль         | 24:05,9 | 0        |
| 3                 | Франция  | Коринн Ниогре     | 24:07,0 | 2        |
| 4                 | Словакия | Соня Михокова     | 24:22,5 | 2        |
| 5                 | Франция  | Эммануэль Кларе   | 24:28,1 | 1        |
| 6                 | Словения | Андрея Коблар     | 24:37,7 | 2        |
| 7                 | Италия   | Натали Сантер     | 24:37,5 | 2        |
| 8                 | Беларусь | Наталья Пермякова | 24:39,7 | 1        |
| Финишный протокол |          |                   |         |          |

### Индивидуальная гонка на 15 км
| Место             | Страна   | Спортсмен           | Время   | Стрельба |
| ----------------- | -------- | ------------------- | ------- | -------- |
| 1                 | Франция  | Коринн Ниогре       | 51:16,3 | 1        |
| 2                 | Германия | Уши Дизль           | 51:28,7 | 1        |
| 3                 | Болгария | Екатерина Дафовска  | 52:10,6 | 0        |
| 4                 | Беларусь | Светлана Парамыгина | 52:40,0 | 1        |
| 5                 | Украина  | Валентина Цербе     | 52:53,3 | 1        |
| 6                 | Франция  | Анн Бриан           | 53:03,6 | 3        |
| 7                 | Швеция   | Магдалена Форсберг  | 53:07,7 | 0        |
| 8                 | Китай    | Сун Айцинь          | 53:31,9 | 1        |
| Финишный протокол |          |                     |         |          |

### Эстафета 4×7,5 км
| Место             | Страна   | Спортсмен                                                                    | Время     | Стрельба |
| ----------------- | -------- | ---------------------------------------------------------------------------- | --------- | -------- |
| 1                 | Германия | Уши Дизль Антье Харви Симона Грайнер-Петтер-Мемм Петра Шааф                  | 1:37:05.0 | 0+0      |
| 2                 | Франция  | Коринн Ниогре Вероник Клодель Дельфин Эйманн Анн Бриан                       | +33.4     | 0+0      |
| 3                 | Норвегия | Анн-Элен Шелбрейд Хильдегунн Фоссен Аннетте Сиквеланн Гунн-Маргит Андреассен | +2:26.3   | 0+2      |
| Финишный протокол |          |                                                                              |           |          |

### Командная гонка
| Место | Страна   | Спортсмен                                                                   | Время | Стрельба |
| ----- | -------- | --------------------------------------------------------------------------- | ----- | -------- |
| 1     | Норвегия | Элин Кристиансен Аннетте Сиквеланн Гунн-Маргит Андреассен Анн-Элен Шелбрейд |       |          |
| 2     | Германия | Кати Швааб Симона Грайнер-Петтер-Мемм Уши Дизль Петра Беле                  |       |          |
| 3     | Франция  | Эммануэль Кларе Вероник Клодель Анн Бриан Коринн Ниогре                     |       |          |

## Зачёт медалей
| Место | Страна   | Золото | Серебро | Бронза | Всего |
| ----- | -------- | ------ | ------- | ------ | ----- |
| 1     | Франция  | 3      | 2       | 3      | 8     |
| 2     | Германия | 2      | 2       | 1      | 5     |
| 3     | Норвегия | 2      | 1       | 1      | 4     |
| 4     | Польша   | 1      | 0       | 0      | 1     |
| 5     | Россия   | 0      | 1       | 0      | 1     |
| 5     | Чехия    | 0      | 1       | 0      | 1     |
| 7     | Беларусь | 0      | 0       | 2      | 2     |
| 8     | Болгария | 0      | 0       | 1      | 1     |